# Herrnhuter Kleisterpapier

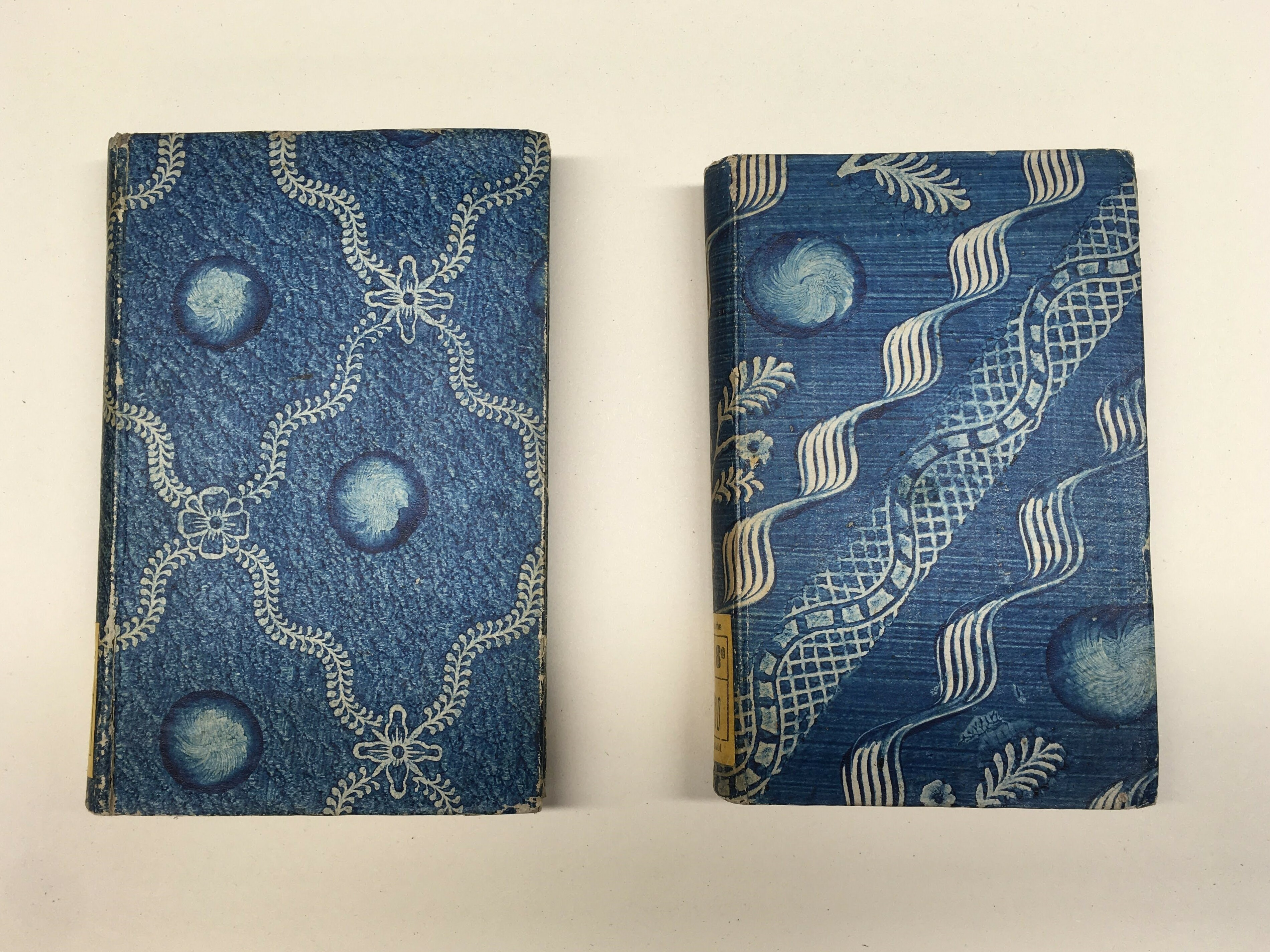
Papier nach Herrnhuter Art

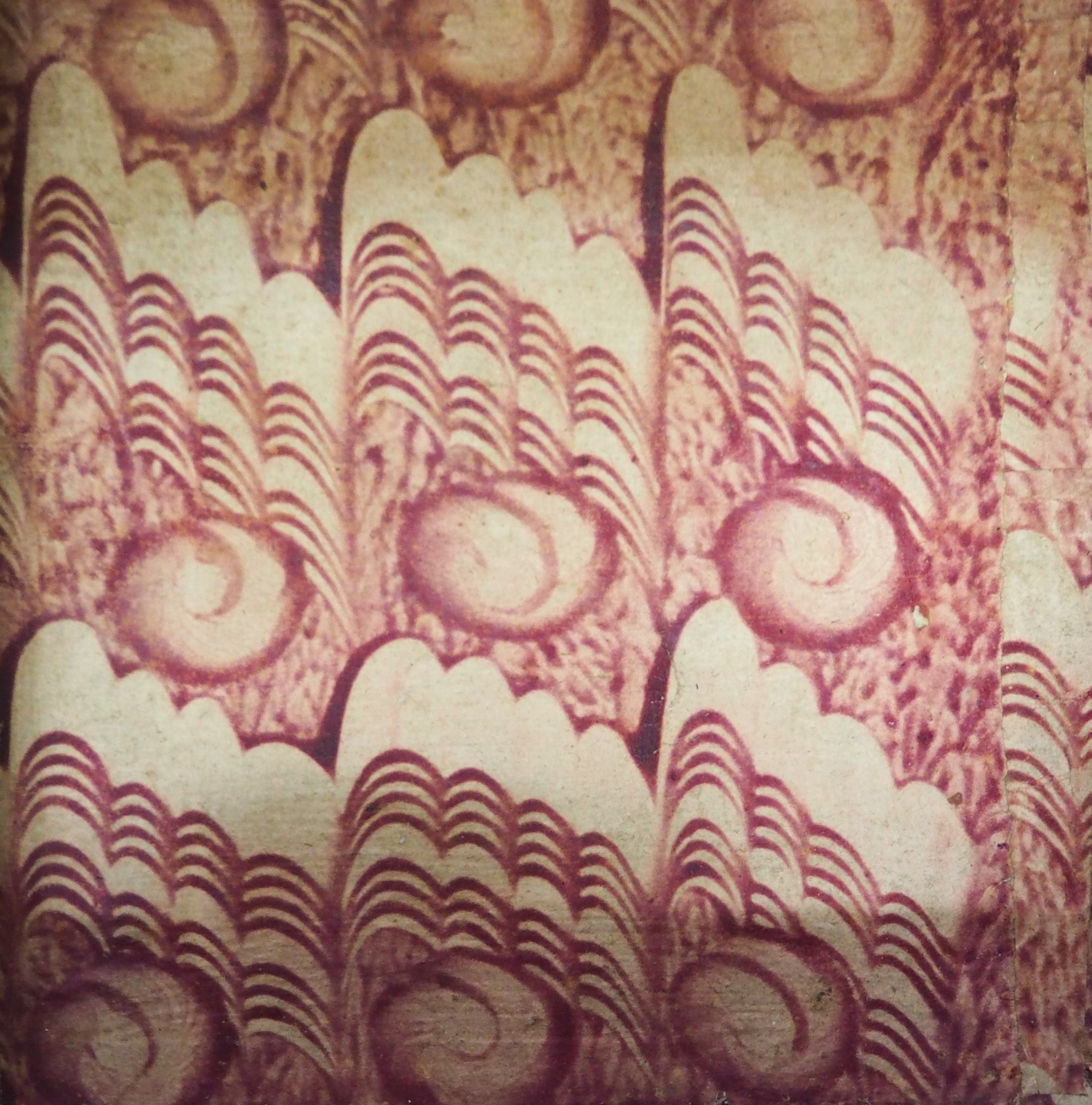
Als Herrnhuter Kleisterpapier bezeichnetes Buntpapier in der Schublade einer um 1765 entstandenen, Mathäus Funk zugeschriebenen Schreibkommode

Herrnhuter Kleisterpapier ist ein Kleisterpapier mit Verdrängungsdekor, welches ursprünglich von Schwestern der Herrnhuter Brüdergemeine hergestellt wurde.

## Geschichte
Ab Herbst 1764 bis ungefähr 1824 produzierten Schwestern der Herrnhuter Brüdergemeine Kleisterpapier mit Verdrängungsdekor. Die Brüdergemeine vermarktete ihre Papiere überregional. Der Begriff Herrnhuter Kleisterpapier wurde zu einer Handelsbezeichnung, weshalb es kaum möglich ist, das tatsächlich in Herrnhut hergestellte Papier von den Nachahmungen zu unterscheiden.
Der in Bern tätige Ebenist Mathäus Funk verwendete ab ungefähr 1765 in hohem Maß Kleisterpapier mit Verdrängungsdekor zum Kaschieren von Schubladen und Fächern an Möbeln. Hierbei handelt es sich mit größter Wahrscheinlichkeit um Papier, welches durch die Herrnhuter Schwestern hergestellt wurde, denn Mathäus Funk und sein Bruder Johann Friedrich standen der Brüdergemeine nahe. Funks Gattin und Töchter hatten enge Bezüge zu den Brüdergemeinen in Herrnhut und deren Niederlassungen in Neuwied und Montmirail, wie Korrespondenz der Gattin belegt. Von Bedeutung ist in diesem Zusammenhang, dass Niklaus von Wattenwyl (1695–1783), Bruder des Herrnhuter Bischofs Friedrich von Wattenwyl aus Bern stammte. Niklaus' Sohn Rudolf Friedrich von Wattenwyl (1738–1809) war mit Benigna Justine von Zinzendorf verheiratet. Im Gründungsjahr der Herrnhuter Buntpapiermanufaktur wurde die Jahresrechnung der Familienkiste von Wattenwyl in Herrnhuter Kleisterpapier eingebunden. Denselben Papiertyp findet man auch an einer Mathäus Funk zugeschriebenen Kommode. Das häufige Vorkommen von Herrnhuter Kleisterpapieren an Mathäus Funks Möbeln lässt schließen, dass er diese Papiere in großen Mengen bezog.
Buntpapiere der Herrnhuter Art wurden auch in Neudietendorf erzeugt. Der gelernte Buchbinder Heinrich Gottlieb Petsch war 1763 in die dortige Gemeine aufgenommen worden und produzierte seit 1778 Buntpapier. In seinem Lebenslauf hielt er fest: „Nachher fing ich an die Leipziger Messe mit meinem Buntpapier zu beziehen, welches ich unausgesezt bis ins Jahr 1811 habe thun können.“

„Nahezu ein Jahrhundert lang war die »Art nach Herrnhut« in der Gestaltung von Kleisterpapier en vogue und fand Verbreitung deutschlandweit auf Messen und Märkten und international durch den regen Austausch von Schriften zwischen den weltweiten Herrnhuter Gemeinen. Dort finden sich solche Papiere heute noch an den Möbeln, den Schachteln für die Lose und Losungen, an der »Haube« aus Leder, mit blauem Herrnhuter Kleisterpapier bezogen, an den Einbänden der Protokolle, Diarien, Kataloge, Losungen, Gesangbücher, Psalmen, Bibeln und Missionsberichte, an Notenheften und in einer besonderen Rarität, den »Lieder für Nitschmann gesamlet«.“

Beispiele von Herrnhuter Kleisterpapier finden sich unter der Bezeichnung Moravian paste paper bei dem nordamerikanischen Ableger Moravian Church in North America in den Moravian Archives, Bethlehem, Pennsylvania.

## Wertschätzung
Gisela Reschke hat in der Unitätsbibliothek in Herrnhut die lange Reihe der Protokollbände untersucht und kommt zu der Feststellung, dass in der Zeit von 1764 bis 1800 in der Regel bei den verwendeten Buntpapieren eine hohe handwerkliche und künstlerische Qualität zu verzeichnen ist, die dann abflacht und ab 1820 auch nicht mehr den Zeitgeschmack der Buchgestaltung trifft. In der Biedermeierzeit fanden die Herrnhuter Kleisterpapiere nicht mehr den anerkennenden Respekt. Christian Friedrich Gottlieb Thon bemerkte 1826 sehr kritisch:

„Die einfarbigen Marmorpapiere, welche auch Kleistermarmorpapiere oder Herrnhuterpapiere u. f. genannt werden, sind sehr leicht zu verfertigen; sie haben aber auch lange nicht das schöne, abwechselnde und marmorartige Ansehen, wie die bunten oder mehrfarbigen Marmorpapiere, werden daher nur zu geringen Arbeiten benutzt und stehen in geringem Preiße.“

Gabriele Grünebaum hebt 1982 hervor, das Typische bestehe darin, dass „verschiedene Muster in unterschiedlichen Techniken auf einem Papierbogen kombiniert werden“ Claus Maywald betont im Jahr 2007 anlässlich einer Ausstellung der Buntpapierkünstlerin Gisela Reschke in Anlehnung an Feststellungen von Stefan Soltek die handwerkliche und ästhetische Qualität dieser Papiere:

„Das Papier war wegen seiner ungewöhnlich raffinierten Musterung, erzeugt durch Kämme, Spachtel, Räder und Rollen, außerordentlich beliebt. In den Raum greifende, großgerasterte Gitterstrukturen und engmaschige Linienfelder mit aufgestempelten Blatt- und Rankenmotiven im farbigen Grund sind seine besonderen Merkmale. Durch seine hohe handwerkliche Qualität wurde das Herrnhuter Kleisterpapier bald zum anerkannten Einbandmaterial.“

## Ausstellung
- 5. Oktober bis 16. November 1997, Heimatmuseum Herrnhut: Sonderausstellung Herrnhuter Papier und Andere Buntpapiere.